# Artedius
Artedius is een geslacht van straalvinnige vissen uit de familie van donderpadden (Cottidae).

## Soorten
De volgende soorten zijn bij het geslacht ingedeeld:
- Artedius corallinus (Hubbs, 1926)
- Artedius fenestralis (Jordan & Gilbert, 1883)
- Artedius harringtoni (Starks, 1896)
- Artedius lateralis (Girard, 1854)
- Artedius notospilotus (Girard, 1856)